# Ulf Hannerz
Ulf Hannerz (ur. 9 czerwca 1942 w Malmö) – emerytowany profesor antropologii społecznej na Uniwersytecie Sztokholmskim. Zajmuje się badaniami społeczności miejskich, lokalnych kultur medialnych [local media cultures], transnarodowych procesów kulturowych i globalizacji.
Jego książki Soulside i Exploring the City są klasycznymi pozycjami z dziedziny antropologii miasta.
Hannerz jest autorem “Cosmopolitans and Locals in World Culture” (1990). Jego teoria gruntownie omawia kosmopolityzm poprzez analizę emigrantów.
W 2000 Hannerz wziął udział w Konferencji im. Lewisa Henry’ego Morgana na Uniwersytecie w Rochester, uważanej za jedną z najważniejszych w dziedzinie antropologii.
Hannerz jest członkiem Royal Swedish Academy of Sciences. W 2005 otrzymał honorowy doktorat z nauk społecznych na Uniwersytecie w Oslo.

## Badania
Ulf Hannerz uważany jest za twórcę badań w zakresie antropologii miasta, do jego zainteresowań naukowych należą też antropologia mediów i transnarodowe procesy kulturowe. Prace naukowe opierał na materiale etnograficznym z badań terenowych prowadzonych w Zachodniej Afryce, na Karaibach i w Stanach Zjednoczonych. Jego studium na temat zagranicznych korespondentów w mediach oparte było na pogłębionych badaniach terenowych na czterech kontynentach. Prowadził także interdyscyplinarny zespół badawczy który pochylił się nad zjawiskiem kosmopolityzmu.
Jego najnowsze badania dotyczą globalnych narracji [global scenarios], które pojawiły się po zakończeniu Zimnej Wojny. Traktuje to zjawisko zarówno jako treść, jak i części składowe transnarodowej kolektywnej tożsamości. [transnational collective consciousness]. Projekt badawczy dotyczy jej globalnego rozprzestrzenienia i recepcji, a także jej wpływu na lokalne i regionalne debaty. Ulf Hannerz uczestniczy także w międzynarodowym projekcie porównawczym badań antropologicznych nad małymi państwami.

## Dzieła
- (1969, 2004) Soulside: Inquiries into Ghetto Culture and Community 2004
- (1974) Caymanian Politics: Structure and Style in a Changing Island Society
- (1980) Exploring the City: Inquiries Toward an Urban Anthropology

(2006) Polskie tłumaczenie: Odkrywanie miasta
- (1992) Cultural Complexity: Studies in the Social Organization of Meaning
- (1996) Transnational Connections: Culture, People, Places

(2006) Polskie tłumaczenie: Powiązania transnarodowe: kultura, ludzie, miejsca
- (2000, with Kjell Goldmann, Ulf Hannerz, Charles Westin, eds.) Nationalism and Internationalism in the Post-Cold War Era
- (2000) Flows, Boundaries and Hybrids: Keywords in Transnational Anthropology
- (1992) Culture, Cities and the World (1986, with Ulla Wagner) Anthropology of Immigration in Sweden
- (2004) Foreign News: Exploring the World of Foreign Correspondents
- (2010) Anthropology’s World: Life in a Twenty-First Century Discipline